# Złomiarz (powieść)
Złomiarz (ang. Ship Breaker) – amerykańska powieść young adult z 2010 autorstwa Paolo Bacigalupiego, której akcja rozgrywa się w postapokaliptycznej przyszłości. Polskie wydanie ukazało się w 2013 nakładem wydawnictwa Mag w tłumaczeniu Wojciecha Próchniewicza.

## Fabuła
Ludzka cywilizacja jest w kryzysie z przyczyn ekologicznych. Czapy lodowe na biegunach stopniały, a Nowy Orlean znalazł się pod wodą. Na pobliskim wybrzeżu Zatoki Meksykańskiej społeczność ludzi próbuje przetrwać, a lokalna gospodarka rozwinęła się dzięki przesukiwaniu wyrzuconych na brzeg tankowców, z których lokalni mieszkańcy próbują pozyskać kawałki miedzi i inne wartościowe przedmioty. 
Nailer ma piętnaście lat i pracuje przy lżejszych pracach. Jego matka zmarła, gdy był małym ojcem. Aktualnie mieszka z ojcem – alkoholikiem i narkomanem – Richardem Lopezem. Po burzy chłopiec ratuje Nitę, córkę bogatego kupca i pomaga jej wrócić do domu. To sprawia, że kilka osób, w tym ojciec Nailera, lokalni potentaci i wrodzy ojca Nity, wściekają się na nastolatka.

## Nagrody
- Zdobywca Locus Award for Best Young Adult Book za 2010[2]
- Zdobywca Michael L. Printz Award za 2010[3]
- Nominacja do Nagrody Andre Norton za 2010[4]